# Pouteria lanatifolia
Pouteria lanatifolia là một loài thực vật có hoa trong họ Hồng xiêm. Loài này được (P.Royen) Vink mô tả khoa học đầu tiên năm 2002.